# Асоціація зоопарків України
Асоціація Зоопарків України (АЗУ) — неприбуткова організація, заснована провідними зоопарками України, правонаступниця Української Асоціації Зоопарків та Акваріумів (УАЗА). Державна перереєстрація відбулася у вересні 2022 року. Президент Асоціації зоопарків України – директор Миколаївського зоопарку, заслужений працівник культури України Топчий Володимир Миколайович. Виконавчий директор АЗУ — Євгеній Ван, директор Черкаського зоопарку Roshen.

## Мета створення
Організація створена для захисту інтересів зоопарків України, для сприяння їхньому розвитку, інформування  громадськості про роль зоопарків у справі охорони природи. Асоціація Зоопарків України представляє інтереси зоопарків України у державних органах, засобах масової інформації на міжнародній арені. Організація відкрита для вступу нових членів, які поділяють її принципи, зазначені в Етичному кодексі та відповідають критеріям вступу до АЗУ.

## Завдання
Основними завданнями Асоціації є координація діяльності зоопарків України, розробка програм утримання та розведення диких тварин в умовах неволі, створення нових проектів експозицій, взаємна допомога у комплектуванні колекції тварин, розробка наукових та науково-освітніх програм, видавнича діяльність.  Важливим завданням Асоціації є співробітництво і обмін досвідом з питань утримання і розведення тварин, формування експозицій зоопарку, організації екологічної освітньо-виховної роботи, наукової роботи зоопарків, поширення інформації про функції зоопарків.  Особливого значення створення Асоціації зоопарків України набуло під час повномасштабного вторгнення російської федерації на територію України (Російське вторгнення в Україну (з 2022)). Завданням Асоціації є допомога зоопаркам України, які мають проблеми з утриманням тварин, пов’язані з війною, інформування світової громадськості про стан зоопарків України і їх потреби, отримання і розподіл допомоги, наданої фізичними особами та організаціями.
Етичний кодекс АЗУ зобов’язує:
- підтримувати  діяльність по збереженню видів, не допускати, щоб комерційні інтереси переважали над питаннями розведення тварин з метою збереження видів.
- сприяти природоохоронній діяльності,  спрямованій на збереження біорізноманіття, проведенню освітніх природоохоронних заходів та програм.
- стимулювати наукові дослідження в сфері збереження видів, утримання тварин, ветеринарії, дизайну експозицій і сприяти розповсюдженню накопичених знань.

  В сучасних умовах зоопарки України матимуть позитивний імідж та зможуть забезпечити можливість свого подальшого існування лише у випадку, якщо постійно демонструватимуть  повне розуміння та повагу до прав тварин, що знаходяться в них на утриманні. Визнання зоопарком «Всесвітньої природоохоронної стратегії зоопарків» є необхідною і обов’язковою умовою його участі в Асоціації зоопарків України (АЗУ). Забезпечення повноцінного догляду за тваринами зоопарку, враховуючи їх природні потреби, повинно бути основним обов’язком членів асоціації. Всі члени асоціації повинні керуватися в своїй діяльності найвищими вимогами по відношенню до утримання тварин в зоопарку і сприяти іншим зоопаркам в досягненні аналогічних цілей.
Зоопарки – члени Асоціація Зоопарків України (АЗУ):
- Рівненський зоопарк
- Черкаський зоопарк
- Миколаївський зоопарк
- Одеський зоопарк
- Зоопарк «Лімпопо» (Дрогобич)
- БІОН Тераріум Центр
- Луцький зоопарк
- Харківський зоопарк (тимчасово призупинив членство)
- Біопарк (Одеса)
- БІОпарк "Золотий фазан"
- Екопарк Ковалівка